# Спортивный центр Синьхуа Роад
Спортивный центр Синьхуа Роад (кит. упр. 新华路体育中心) — многофункциональный стадион в городе Ухань, провинция Хубэй, КНР. В настоящее время используется преимущественно для проведения футбольных матчей. Вместимость стадиона — 22,140 зрителей. Был открыт в 1954 году.

## История
Спортивный центр Синьхуа Роад был построен в 1954 году и первоначально назывался спортивный центр Чжуннань  Площадь составила 16,382 м.2, вместимость — 22,140 зрителя. С 2001 по 2003 год проводилась реконструкция, после которой вместимость увеличилась до 36,000 человек. Принимал соревнования по женскому футболу в 2009 и 2015 годах. 
В 2009—2012, а также в 2014—2016 годах являлся домашней площадкой для команды «Ухань Чжоэр».